# Чирков, Сергей Иванович
Серге́й Ива́нович Чирко́в (29 ноября 1924, Панфилово, Владимирская губерния — 1994, Москва) — советский и российский художник-живописец; заслуженный художник РСФСР (1982), профессор, член Союза художников СССР.

## Биография
Родился 29 ноября 1924 года в селе Панфилово Муромского района Владимирской области. Окончил среднюю школу № 10 города Мурома.
С 1942 по 1945 год участвовал в боях Второй мировой войны, где сделал ряд набросков и рисунков фронтовой жизни.
В 1946 году принял участие в выставке военных художников Южной группы Советских войск, проходившей в Румынии.
В 1948 году по ходатайству С. В. Герасимова был досрочно демобилизован и поступил на графический факультет Московского Государственного Художественного Института им. В. И. Сурикова, который окончил с отличием в 1954 году по мастерской Е. А. Кибрика (дипломная работа «Песнь о Волге»). В 1957 году окончил аспирантуру и принят в секцию живописи Союза художников СССР.
С 1956 по 1994 года преподавал рисунок в Институте им. Сурикова, в том числе в мастерской В. Г. Цыплакова, являлся деканом живописного факультета, профессором кафедры рисунка. Позднее в течение нескольких лет работал Заместителем министра культуры РСФСР.
В 1985 году по инициативе художника в его родном селе Панфилово была создана первая во Владимирской области
сельская картинная галерея.

## Творчество
В 1948 году принял участие в 12-й групповой городской выставке муромских художников, прошедшей в Музее краеведения. Персональные выставки состоялись в Москве (1974, 1984, 2005) и неоднократно в Муроме. Работы хранятся в Муромском историко-краеведческом музее, Самарской картинной галерее и за рубежом: в Англии, Франции, Испании, Германии.

## Семья
- Дочь — Ольга Чиркова (род. 1962), член Союза художников России[7];
- Дочь — Алла Чиркова.